# Kurt Schuhmann
Kurt Schuhmann (* 12. September 1948 in Würzburg) ist ein ehemaliger deutscher Wasserballspieler.

## Karriere
Der 1,80 Meter große Kurt Schuhmann war mit dem SV Würzburg 05 1970, 1974 sowie von 1976 bis 1978 Deutscher Meister.
Schuhmann begann als Schwimmer und war unter anderem bei den Deutschen Meisterschaften 1967 Zweiter über 200 Meter Rücken hinter dem Düsseldorfer Karl Butterbrodt. 1968 wurde Schuhmann mit der 4-mal-200-Meter-Freistilstaffel Zweiter der Deutschen Meisterschaften.
Letztlich konzentrierte sich Schuhmann aber auf den Wasserball. An den Olympischen Spielen 1968 in Mexiko-Stadt nahm Schuhmann mit der deutschen Nationalmannschaft teil. Während die Nationalmannschaft aus der DDR den sechsten Platz erreichte, wurde die westdeutsche Nationalmannschaft nach drei Siegen und fünf Niederlagen Zehnte. Im Spiel um den neunten Platz unterlagen die Deutschen den Spaniern, die sie in der Vorrunde besiegt hatten. Schuhmann war in allen acht Spielen dabei und erzielte insgesamt elf Tore, davon jeweils zwei in den beiden Spielen gegen die Spanier. Zwei Jahre später wurde die deutsche Mannschaft bei der Europameisterschaft 1970 Siebte.
Bei den Olympischen Spielen 1972 belegte die deutsche Mannschaft in der Vorrunde den zweiten Platz hinter den Ungarn, wobei der direkte Vergleich 3:3 ausging. In der Finalrunde spielte das deutsche Team zweimal Unentschieden und verlor zweimal. Wegen der besseren Tordifferenz wurden die Deutschen Vierte vor den Jugoslawen. Schuhmann war in allen acht Partien dabei, erzielte aber nur in der Vorrundenpartie gegen Griechenland einen Treffer.
Insgesamt wirkte Kurt Schuhmann in 197 Länderspielen mit. Später war Kurt Schuhmann beim Rundfunk tätig und stieg zum Geschäftsführer von 106,9 Radio Gong und von Radio Charivari Würzburg auf.